# رومانو شميد
رومانو شميد (بالألمانية: Romano Schmid)‏ (27 يناير 2000 بغراتس في النمسا - ) هو لاعب كرة قدم نمساوي في مركز الوسط.

## وصلات خارجية
- رومانو شميد على موقع الاتحاد الأوربي (الإنجليزية)
- رومانو شميد على موقع قاعدة بيانات كرة القدم.إي يو (الإنجليزية)
- رومانو شميد على موقع ناشيونال فوتبول تيمز (الإنجليزية)
- رومانو شميد على موقع Soccerway.com (الإنجليزية)
- رومانو شميد على موقع عالم كرة القدم.نت (الإنجليزية)